# 萊戈 (密西西比州)
萊戈（英語：Leggo）是位於美國密西西比州亞洛布沙縣的鬼鎮。

## 地理
萊戈所處的海拔為高於海平面101米（即331英呎），而該地所採用的時區為UTC-6，即北美中部時區（CST）。同時該地設有夏令時間，為UTC-6調快一小時，即UTC-5（CDT）。